# Pró-americanismo

Mapa mostrando a opinião pública líquida (porcentagem de opinião positiva menos porcentagem de opinião negativa) dos EUA ao redor do mundo em 2022.
< -40%
-20% a -5%
-4% a +4%
+5% a +20%
+20% a +34%
+35% a +49%
+50% a +64%
> +65%

O pró-americanismo (também chamado de sentimento pró-americano ou Americanofilia) consiste no apoio, amor ou admiração pelos Estados Unidos, podendo ser pelo seu governo, sistema econômico, sua política externa, o povo americano e/ou a cultura americana. Nesse sentido, difere do americanismo (patriotismo americano), que geralmente só pode ser se referido por cidadãos americanos, embora os adeptos de qualquer um deles possam subscrever conceitos sobrepostos, como o excepcionalismo americano. O pró-americanismo é o oposto do antiamericanismo, que é ódio ou oposição ao país e sua influência global. 
Assim como atlantismo e o pró-ocidentalismo, o pró-americanismo propõem as mesmas pautas, como a defesa da democracia liberal e vê os regimes da China e Rússia como uma ameaça global. Em alguns casos, a má influência chinesa e russa consequentemente resultaram no aumento do sentimento pró-americanista (e ocidental), como é o caso de países como Ucrânia, Taiwan, Geórgia e os países bálticos. 
Apesar dos povos que aderiram os sentimentos pró-americanos tenham mudado ao longo do tempo, devido as mudanças geopolíticas nos últimos anos, o pró-americanismo tem sido bastante presente em países como a Polônia, Japão, Índia , Israel, Taiwan, Coreia do Sul, Albânia, Kosovo  e alguns países da Europa Oriental.  

## Tendências recentes
| País          | Positivo | Negativo | Sem opinião/neutro | Diferença |
| ------------- | -------- | -------- | ------------------ | --------- |
| Polónia       | 93%      | 4%       | 3%                 | +89       |
| Israel        | 87%      | 12%      | 1%                 | +75       |
| Coreia do Sul | 79%      | 22%      | 1%                 | +57       |
| Nigéria       | 74%      | 20%      | 6%                 | +54       |
| Japão         | 73%      | 25%      | 2%                 | +48       |
| Quénia        | 71%      | 22%      | 7%                 | +49       |
| Índia         | 65%      | 26%      | 9%                 | +39       |
| Brasil        | 63%      | 22%      | 15%                | +41       |
| México        | 63%      | 30%      | 7%                 | +33       |
| Itália        | 60%      | 37%      | 3%                 | +23       |
| África do Sul | 59%      | 30%      | 11%                | +29       |
| Reino Unido   | 59%      | 38%      | 3%                 | +21       |
| Países Baixos | 58%      | 38%      | 4%                 | +20       |
| Canadá        | 57%      | 38%      | 5%                 | +19       |
| Alemanha      | 57%      | 40%      | 3%                 | +17       |
| Indonésia     | 56%      | 24%      | 3%                 | +32       |
| Argentina     | 51%      | 29%      | 20%                | +22       |
| Grécia        | 56%      | 40%      | 4%                 | +16       |
| Espanha       | 55%      | 39%      | 6%                 | +16       |
| Suécia        | 55%      | 41%      | 4%                 | +14       |
| França        | 52%      | 41%      | 7%                 | +11       |
| Austrália     | 52%      | 47%      | 1%                 | +5        |

O pró-americanismo declinou no final da década de 2010 no Canadá, na América Latina, no Oriente Médio e nos países da União Europeia, em parte devido à forte impopularidade mundial do governo Donald Trump, que substitui o então popular presidente, Barack Obama. 
No entanto, o pró-americanismo aumentou acentuadamente em todo o mundo nos últimos anos, após invasão da Ucrânia pela Rússia no início de 2022, com as visões globais gerais dos Estados Unidos retornando ao território positivo mais uma vez.

## Pró-americanismo por região

### Albânia

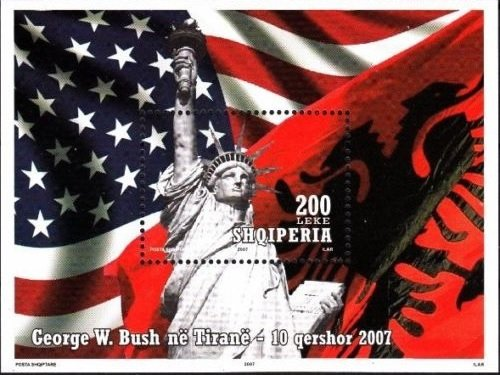
Um selo postal albanês sobre a visita do presidente Bush no país em 2007.

A Albânia é descrita como uma das nações mais pró-americanistas na Europa, visto que 80% aprova a liderança global dos EUA sob o mundo.   
Inicialmente, os laços diplomáticos da Albânia com os EUA estavam congelados devido as políticas isolacionistas de Hoxha, bem como anteriormente as relações haviam sido congelados após o país ter sido invadido pela Itália em 1939. Com o fim do regime comunista e sua transição política, a Albânia procurou abrir-se para o Ocidente e estabelecer relações mais amigáveis com os Estados Unidos e outros países ocidentais. Os EUA e outros países ocidentais forneceram assistência econômica e apoio político à Albânia durante esse período de transição e por conta disso, o sentimento pró-americanismo começou a aumentar dentro do país.  
A intervenção da OTAN na Guerra do Kosovo, que acabou por manter a soberania kosovar diante da Iugoslávia no conflito, despertou uma forte popularidade da imagem dos EUA sob o povo albanês, que por uma esmagadora parte, era contra a intervenção da Iugoslávia na região do Kosovo. Desde então, a Albânia se aproximou muito ao ocidente, chegando a se juntar a OTAN em 2009. Estátuas como a do ex-presidente americano, George W. Bush podem ser vista no país como uma forma de homenagem e amizade nas relações Estados Unidos-Albânia.  

### Índia
Durante a Guerra Fria, a Índia recebeu uma grande ajuda tecnológica e militar da União Soviética, levando os Estados Unidos a fornecer ajuda estratégica ao rival da Índia, Paquistão e por conta disso, acabou causando o aumento do sentimento anti-americano na Índia. No entanto, desde o fim da Guerra Fria, o pró-americanismo tem crescido consideravelmente, isso porque tanto a Índia quanto os Estados Unidos passaram a ver a China como um rival comum. O pró-americanismo é especialmente alto entre os indianos de alta renda, mas está presente entre em todas as classes do país também, embora não seja forte em comparação a russofilia no país.

### Israel

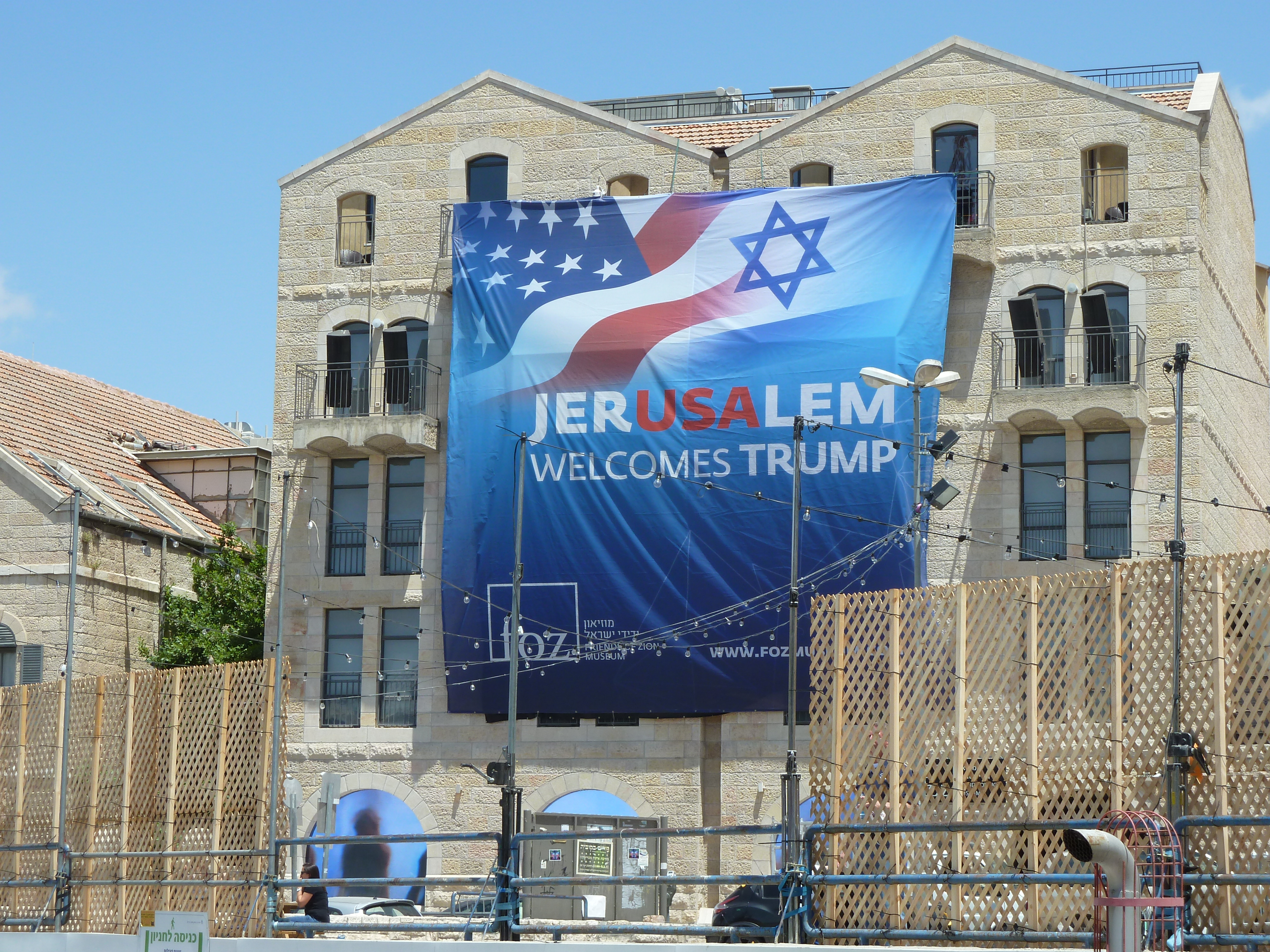
Cartaz na sede da Fundação The Friends of Zion, em Jerusalém, após o anúncio de Donald Trump sobre o reconhecimento da cidade como capital do Estado de Israel em 2017.

O sentimento pró-americano em Israel é bastante presente no país e reflete muito bem as relações entre ambos os países, visto que os Estados Unidos têm sido um aliado consistente e poderoso de Israel no cenário internacional. Os Estados Unidos tem realizado uma ajuda militar significativa ao longo dos anos, o que desempenhou um papel crucial na segurança de Israel como uma região historicamente instável . 
A assinatura histórica do Tratado de Paz entre Egito e Israel em 1979 trouxe uma série de mudanças na dinâmica regional e na relação de Israel com os Estados Unidos. Primeiro, reforçou o papel dos Estados Unidos como um mediador e aliado confiável na região, o que contribuiu para o sentimento pró-americano em Israel. Os EUA eram vistos como um parceiro que poderia ajudar a garantir a segurança de Israel através da diplomacia. Além disso, a assistência militar dos EUA a Israel aumentou consideravelmente após a assinatura do tratado, como parte de um pacote de segurança destinado a garantir a estabilidade na região. Isso fortaleceu ainda mais a ligação entre os dois países. O apoio militar dos EUA, em forma de ajuda financeira e fornecimento de armamento avançado, desempenhou um papel fundamental na capacidade de Israel de se defender em um ambiente como o Oriente Médio.
Em 6 de dezembro de 2017, o Presidente americano, Donald Trump anunciou formalmente o reconhecimento de Jerusalém como capital do Estado de Israel , que, apesar de já apoiar diplomaticamente Israel, mantinha a neutralidade em relação ao status de Jerusalém devido às disputas históricas entre Israel e os palestinos. Após esse anúncio, Trump também assinou a lei permitindo a transferência da embaixada dos EUA de Tel Aviv para Jerusalém. Dentro de Israel, o reconhecimento foi muito visto como um gesto de apoio e uma mudança positiva nas relações entre os dois países. O primeiro-ministro, Benjamin Netanyahu, elogiou abertamente o reconhecimento e classificou como "corajosa e justa" .

### Coréia do Sul
O sentimento pró-americano tem sido forte na Coreia do Sul durante toda a era pós-segunda guerra, já que a presença ameaçadora da Coreia do Norte levou os sul-coreanos diplomaticamente se aproximarem com Estados Unidos com suas políticas anticomunistas, isso ocorreu principalmente na Guerra da Coreia e na Guerra do Vietnã. O pró-americanismo tende a ser especialmente forte entre sul-coreanos mais velhos e sul-coreanos conservadores, com partidos conservadores frequentemente hasteando bandeiras americanas ao lado da bandeira sul-coreana em marchas e comícios políticos. 
Recentemente, o primeiro teste nuclear feito pela Coréia do Norte em 2006 eo avanço geopolítico China, tem sido cada da vez mais visto como uma ameaça à Coreia do Sul, fazendo do sentimento pró-americanismo voltar a aumentar .

### Geórgia

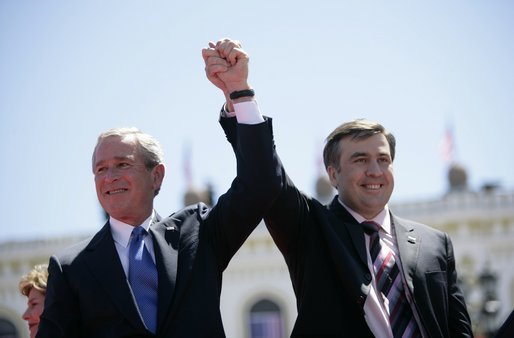
Bush e Saakashvili na Praça da Liberdade em 2005. Saakashvili e seus apoiadores são vistos como altamente pró-americanistas dentro da política georgiana.

Com a independência da Geórgia da União Soviética em 1991 e sob o governo de Shevardnadze, as relações entre a Geórgia e os Estados Unidos começaram a se desenvolver. Os Estados Unidos apoiaram a independência da Geórgia e rapidamente estabeleceram relações diplomáticas com o novo país para assim expandir sua influência nas ex-repúblicas soviéticas, sendo elas a própria Geórgia. Durante os anos 1990, a Geórgia enfrentou desafios significativos, incluindo conflitos separatistas na Abecásia e na Ossétia do Sul. Os Estados Unidos demonstraram apoio à integridade territorial da Geórgia e ao seu processo de reconciliação interna. O apoio americano contribuiu para o sentimento pró-americano entre os georgianos, que viam os Estados Unidos como um aliado confiável.
O sentimento aumentou ainda após a Revolução Rosa em 2003, que trouxe um governo pró-ocidental liderado por Mikheil Saakashvili a presidência. O governo do então presidente Saakashvili marcou o avanço considerável das relações da Geórgia e Estados Unidos, bem como o crescimento pro-americanista sob a população georgiana, que aumentou com a visita de Bush em Tiblissi em maio de 2005 . 
Nas eleições legislativas de 2012, o partido governista e pro-americanista, UNM acabou por perder a sua maioria governamental de 8 anos para o Sonho Georgiano . Mesmo com essa mudança governamental, o sentimento pro-americanista ainda é bastante presente no país apesar da leve deterioração das relações entre os países no governo de Irakli Garibashvili 

### Ucrânia
Entre os países do Leste Europeu, a Ucrânia é um dos países mais pró-americanistas na região, resultado do forte apoio americano desde os anos 2000 e 2010. Os ucranianos, principalmente aqueles que vivem na parte ocidental do país, geralmente têm visto os Estados Unidos de uma forma bem positiva, com 60% expressando uma visão favorável em 2002 e 60% em 2011. De acordo com a Democracy Perception Index 2022, cerca de 70% dos ucranianos tinha uma visão positiva aos Estados Unidos, enquanto apenas 9% eram negativo.

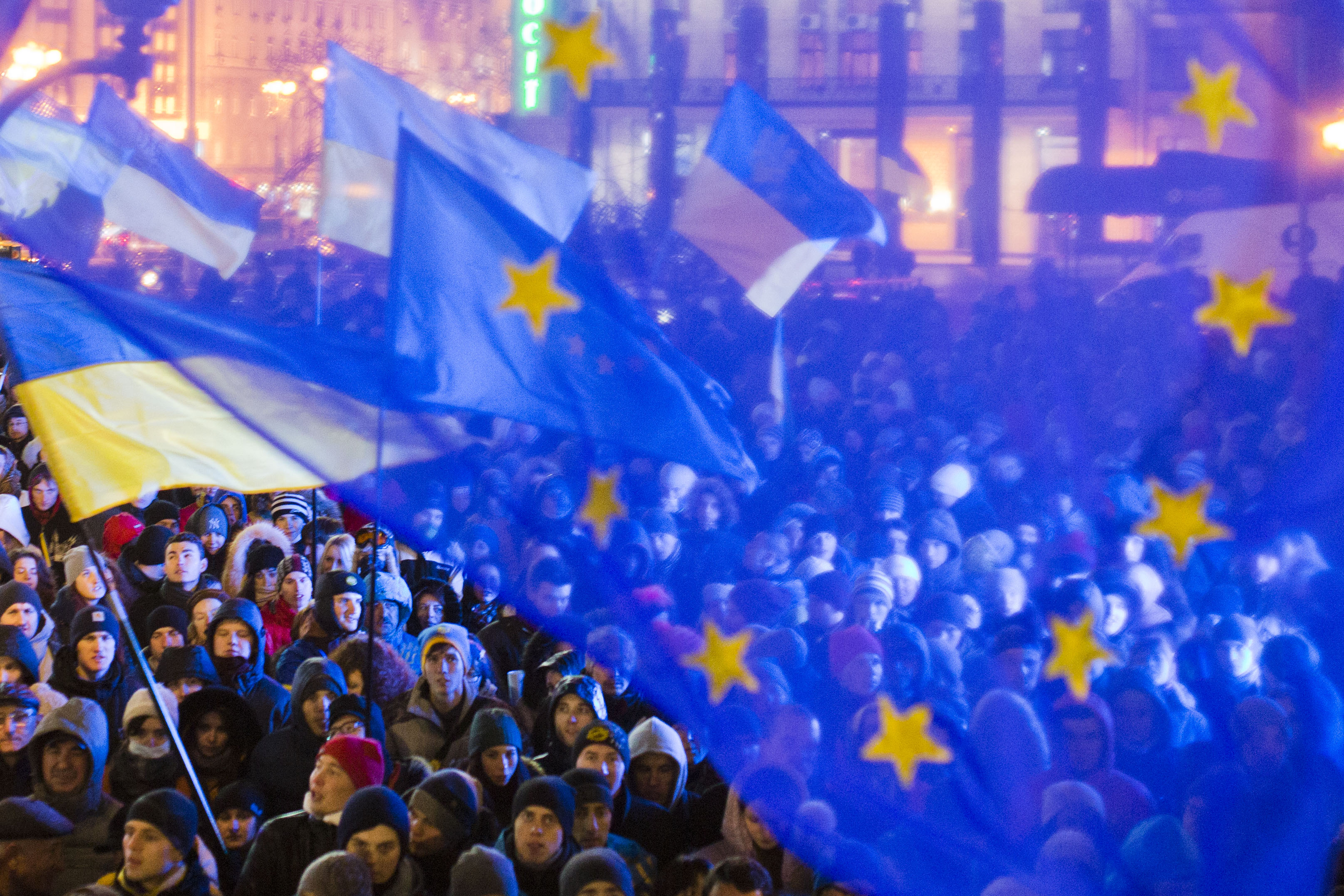
O Euromaidan e seus efeitos impulsionaram na primeira ascensão do sentimento pró-americanista na Ucrânia.

Sob os governos de Kravtchuk e Kuchma, a Ucrânia tinha uma postura neutra no cenário político, buscando tanto relações boas a Rússia quanto ao Ocidente e os Estados Unidos. Porém, relações entre os Estados Unidos e a Ucrânia estiveram em uma queda em 2002, após uma revelação de uma suposta transferência de um sofisticado sistema de defesa ucraniano para o Iraque de Saddam Hussein, bem como o Escândalo da morte do jornalista, Georgiy Gongadze.
A Ucrânia mudaria definitivamente seu rumo geopolítico a partir da presidência de Yushchenko, que como prometido em sua campanha eleitoral de 2004, se mostrou bastante pró-ocidental e aproximou a Ucrânia para a OTAN. Em 2008, a Ucrânia se propões para se aderir a OTAN, os Estados Unidos, tanto de George Bush quanto de Obama, foram amplamente favorável a adesão ucraniana na aliança, aumentando consideravelmente as relações entre os dois países que estavam em constante desenvolvimento. Em relação a visão da população ucraniana, o pró-americanismo aumentou ainda mais com o Euromaidan, onde os Estados Unidos se mostraram fortemente favoráveis aos manifestantes e foram contra o referendo sobre a anexação da Crimeia, alegando ''violação da lei internacional''.

#### Invasão da Ucrânia pela Rússia em 2022

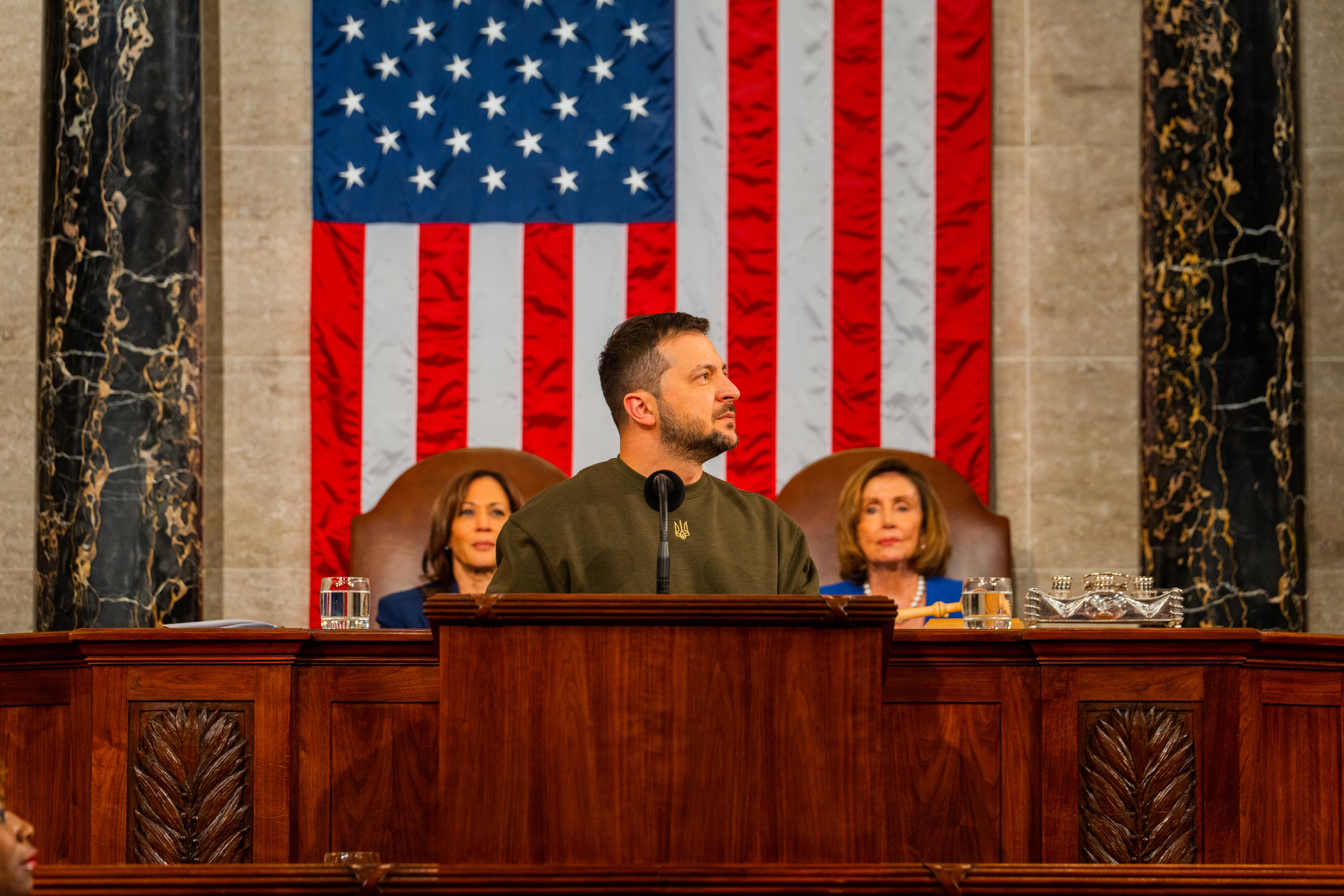
Zelenskyy discursando em sessão conjunta na Câmara dos Representantes dos Estados Unidos

Em 24 de fevereiro de 2022, a Rússia sob as ordens do presidente Putin, decidiu invadir a Ucrânia. A invasão ou chamada pelo governo russo de ''operação especial'', foi extremamente mal visto pela maioria da população ucraniana e até mesma para população de etnia russa, como foi o caso do Plataforma para Vida e Paz, que acabou abandonando a russofilia e adotando uma postura mais pro-OTAN e ocidental. Por consequência da invasão, houve uma imediata resposta indireta dos EUA de ajudar a Ucrânia em pacotes de ajuda, que consequentemente, levaram no aumento do sentimento pró-EUA na Ucrânia e principalmente entre americanos de ascendência ucraniana. 
Durante o decorrer do conflito, o presidente ucraniano, Volodymyr Zelensky, havia visitado os Estados Unidos quatro vezes, a mais simbólica foi no final de 2022 quando visitou a capital americana, se reunindo com Joe Biden, onde que depois discursou em uma sessão conjunta no Congresso dos Estados Unidos, entregando a bandeira ucraniana assinada por soldados ucranianos que lutam na Batalha de Bakhmut à vice-presidente dos Estados Unidos, Kamala Harris, e à presidente da Câmara dos Representantes, Nancy Pelosi. 

### África
Durante a era do colonialismo, os africanos viam os Estados Unidos de uma maneira favorável. Os americanos eram vistos como os "guardiões destemidos da liberdade e da igualdade" e a "consciência do mundo" devido ao status dos Estados Unidos como uma poderosa nação ocidental que não estava envolvida na colonização da África.  
O estadista nigeriano e líder da independência Nnamdi Azikiwe descreveu os Estados Unidos como "o país de Deus", afirmando: "no fundo do meu coração, posso honestamente confessar que os Estados Unidos da América me impressionaram como um refúgio para os setores oprimidos da humanidade na Europa, África, Ásia e no resto do mundo". Jornais africanos como o The Lagos Standard idealizaram os primeiros líderes americanos, como Thomas Jefferson e George Washington, embora reconhecendo, mas desconsiderando o fato de que eles eram proprietários de escravos. Os jornais africanos retratavam uma vida altamente mitificada dos afro-americanos que os fazia parecer iguais e, às vezes, superiores aos brancos. Eles elogiaram figuras afro-americanas como Booker T. Washington, Paul Robeson e W.E.B. du Bois e destacaram as conquistas de empresários e agricultores afro-americanos, ignorando muitas vezes a segregação racial e a discriminação que existiam. 